# 航空機動衛生隊
航空機動衛生隊（こうくうきどうえいせいたい、英称:Aero Medical Evacuation Squadron）は、航空自衛隊航空支援集団隷下の衛生部隊である。小牧基地に所在し、機動衛生ユニットなどを用いた航空医療後送 (AE) などを担当する。

## 概要
航空自衛隊に設置された機動衛生検討委員会において、輸送機で重症患者を搬送する方法が検討され、装備として機動衛生ユニットが開発されると共に、運用部隊として2006年（平成18年）10月1日に航空機動衛生隊が新編され、同年同月19日に編制完結行事が行われた。2014年（平成26年）3月に防衛大臣直轄より、航空支援集団隷下へと異動した。

## 任務

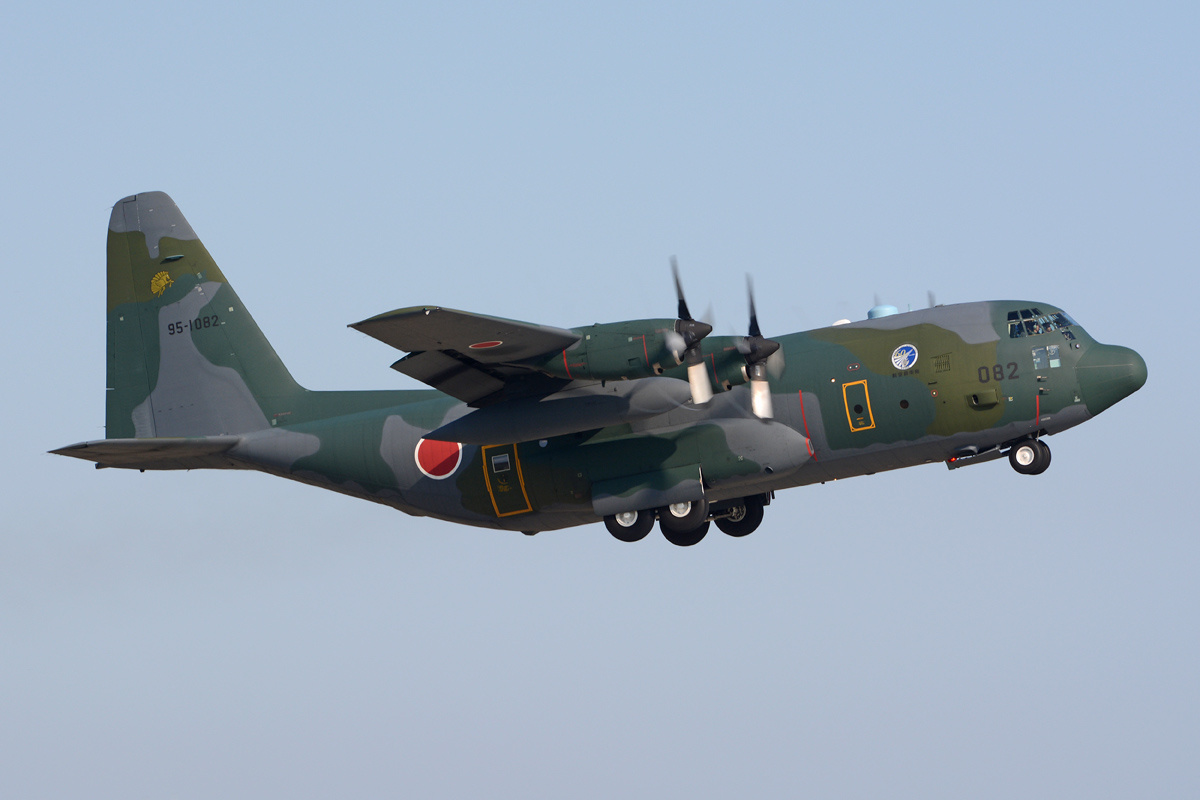
第1輸送航空隊のC-130H輸送機

主な任務は以下の3つである。このうち「重傷救急患者に対する機上医療等」は、航空機内で医官が治療行為を継続しつつ重症患者を空中輸送する。使用する航空機は、第1輸送航空隊のC-130H輸送機で、これに機動衛生ユニットを搭載する。
1. 重傷救急患者に対する機上医療等
2. 機上医療等に必要な調査研究
3. 救急に関する識能の部隊等に対する普及教育

### 長距離患者搬送実績
都道府県知事などの要請による災害派遣（患者輸送）として、C-130H輸送機へ搭載した機動衛生ユニットにより、ドクターヘリなどが対応できない重症患者の長距離患者搬送を行っている。2014年11月22日現在の累計搬送回数は13回である。その多くは、心臓・肺などの臓器移植を受ける患者（レシピエント）や高度な手術や体外式膜型人工肺（VA-ECMO）使用など集中治療管理を必要とする先天性心肺疾患の小児患者だという。
- 2011年（平成23年）
  - 4月21日 - 鬱血性心不全の90代女性を千歳基地から花巻空港へ搬送（東日本大震災による災害派遣）[3][注釈 1]
- 2012年（平成24年） - 4回
  - 6月15日 - 拡張型心筋症の20代女性を新潟空港から伊丹空港へ搬送[3]
  - 8月31日 - 肝不全・腎不全の50代女性を青森空港から岡山空港へ搬送[3]
  - 12月5日 - 重症心不全の40代男性を鹿児島空港から伊丹空港へ搬送[3]
  - 12月25日 - 先天性心疾患の0歳男児を鹿児島空港から入間基地へ搬送[3]
- 2013年（平成25年） - 2回
  - 7月8日 - 先天性心疾患の1歳男児を鹿児島空港から入間基地へ搬送[3]
  - 7月10日 - 重症心不全の50代男性を新潟空港から入間基地へ搬送[3]
- 2014年（平成26年） - 8回
  - 1月15日 - 虚血性心筋症の50代男性を鹿児島空港から伊丹空港へ搬送[3]
  - 2月14日 - 気管腫瘍の10代女児を旭川空港から羽田空港へ搬送[3]
  - 4月20日 - 肺低無成症・気管狭窄症の1歳男児を千歳基地から神戸空港へ搬送[3]
  - 5月23日 - 重症心不全の50代男性を鹿児島空港から伊丹空港へ搬送[3]
  - 8月7日 - 重症呼吸不全の10代男性を入間基地から岡山空港へ搬送[3]
  - 8月29日 - 特発性間質性肺炎の2歳男児を入間基地から岡山空港へ搬送[3]
  - 11月21日 - 拡張型心筋症の0歳男児を長崎空港から伊丹空港へ搬送[5]

## 沿革
- 2006年（平成18年）10月1日 - 防衛大臣直轄部隊として、小牧基地にて部隊編成[6]。
- 2007年（平成19年）3月29日 - 機動衛生ユニット1号機配備[7]。
- 2010年（平成22年）12月16日 - 機動衛生ユニット2号機配備[7]。
- 2011年（平成23年）4月21日 - 初任務で実患者搬送[6]。
- 2014年（平成26年）
  - 3月26日 - 航空支援集団隷下に隷属替え[6]。
  - 8月30日 - 平成26年度広域医療搬送訓練に参加[8]。
  - 10月11日 - 中部ブロックDMAT実働訓練に参加[3]。
  - 11月8日 - 東北方面隊震災対処訓練「みちのくALERT2014」に参加[3][9]。
- 2015年（平成27年）9月1日 - 平成27年度大規模地震時医療活動訓練に参加[10]。

## 部隊編成
- 航空機動衛生隊
  - 総括班[7]
  - 第1機動衛生班[7]
  - 第2機動衛生班[7]

## 主要幹部
| 官職名           | 階級    | 氏名     | 補職発令日     | 前職                     |
| ---------------- | ------- | -------- | -------------- | ------------------------ |
| 航空機動衛生隊長 | 1等空佐 | 石神敏博 | 2024年08月01日 | 自衛隊中央病院救急科勤務 |

| 代 | 氏名       | 在職期間                                                    | 前職                                                    | 後職                                                                                 |
| -- | ---------- | ----------------------------------------------------------- | ------------------------------------------------------- | ------------------------------------------------------------------------------------ |
| 01 | 牧野信也   | 2006年10月01日 - 2008年09月30日                             | 航空幕僚監部衛生官                                      | 航空支援集団司令部医務官                                                             |
| 02 | 野上弥志郎 | 2008年10月01日 - 2011年07月31日 ※2009年07月01日 1等空佐昇任 | （2等空佐）                                             | 航空医学実験隊第3部長 兼 防衛医科大学校講師                                          |
| 03 | 石川誠彦   | 2011年08月01日 - 2014年03月25日                             | 中部航空方面隊司令部医務官                              | 退職                                                                                 |
| 04 | 辻本哲也   | 2014年03月26日 - 2016年07月31日                             | 自衛隊三沢病院副院長 兼 診療部長                        | 統合幕僚監部首席後方補給官付 後方補給官 兼 後方補給室勤務                            |
| 05 | 宮脇博基   | 2016年08月01日 - 2017年09月30日 ※2017年01月01日 1等空佐昇任 | 統合幕僚監部首席後方補給官付 後方補給室勤務 （2等空佐） | 航空支援集団司令部勤務                                                               |
| 06 | 山口大介   | 2017年10月01日 - 2019年03月31日                             | 航空医学実験隊勤務 兼 航空支援集団司令部勤務            | 航空幕僚監部首席衛生官付衛生官                                                       |
| 07 | 田村信介   | 2019年04月01日 - 2022年07月31日                             | 航空幕僚監部首席衛生官付衛生官 （薬務担当）             | 統合幕僚監部首席後方補給官付後方補給官 兼 統合幕僚監部首席後方補給官付後方補給室勤務 |
| 08 | 赤松潤子   | 2022年08月01日 - 2023年07月31日                             | 航空機動衛生隊勤務                                      | 航空幕僚監部首席衛生官付衛生官                                                       |
| 09 | 川本博嗣   | 2023年08月01日 - 2024年07月31日                             | 自衛隊中央病院皮膚科部長 兼 防衛医科大学校医学教育部    | 自衛隊入間病院教育部長 兼 自衛隊入間病院勤務                                         |
| 10 | 石神敏博   | 2024年08月01日 -                                            | 自衛隊中央病院救急科勤務                                |                                                                                      |

## 登場作品
小説
- 福田和代 『天空の救命室 航空自衛隊航空機動衛生隊』 （徳間書店）